# I Wanna Love You Forever
«I Wanna Love You Forever» —en español: «Quiero amarte por siempre»- es la canción debut de la cantante pop americana Jessica Simpson de su álbum debut Sweet Kisses de Columbia Records. 
Ha vendido más de 5 millones de copias, fue lanzado el 28 de septiembre de 1999 en los Estados Unidos y en el primer trimestre de 2000 a nivel internacional como el sencillo promocional del álbum.
«I Wanna Love You Forever», fue escrito, compuesto y producido por Louis Biancaniello y Sam Watters. La canción es una balada de amor oscuro agridulce, mostrando la poderosa voz de Simpson. A pesar de que Biancaniello Watters se acreditan en forma conjunta para escribir y componer la canción, en la actualidad, no se sabe exactamente cuál de los dos escribió su letra y que compone su música. La canción también logró un éxito comercial y sigue siendo el  sencillo más exitoso de Jessica, logró posicionarse en el top 10 de las listas en Australia, Canadá, Nueva Zelanda, Estados Unidos y cada país europeo en el que se lanzó. En el Reino Unido, se convirtió en uno de los sencillos más vendidos del año 2000.
En su video debut Jessica muestra una imagen muy virginal. El vídeo no se ajusta a la dramática historia de la canción. El director de video fue Bille Woodruff. Jessica habló una vez de la idea de un segundo vídeo, pero esto nunca fue un hecho. El vídeo debut en TRL el 23 de noviembre de 1999 en el número #10. La canción vendió 1.500.000 copias en Estados Unidos y fue certificado platino.

## Antecedentes

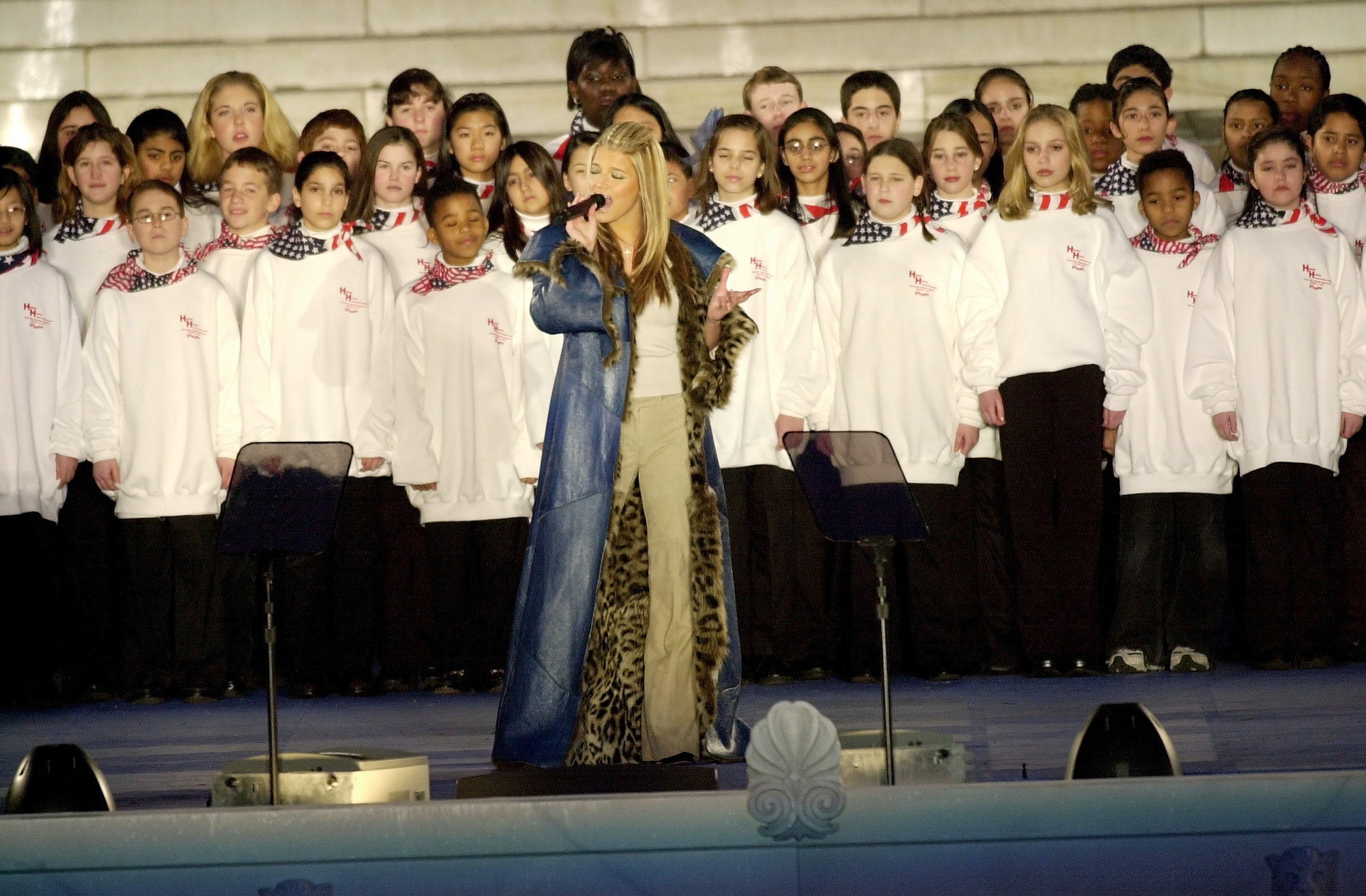
Jessica Simpson interpretando a «I Wanna Love You Forever» en el 2000.

A principios de los años 90s, la industria de la música experimentó un cambio radical en el estilo de música escuchada por las grandes masas.
Simpson primero desarrollado y nutrido su talento en la iglesia bautista local, donde su padre trabajó como ministro de jóvenes de la congregación. Con tan solo 12 años de edad, hizo una prueba para Mickey Mouse Club, pero no lo logró. Mientras asistía a un campamento de la iglesia, a la edad de 13 años, Simpson cantó "I Will Always Love You" de Whitney Houston. En este campamento un ejecutivo de un sello evangelio cristiano, Proclaim Records, descubrió Simpson y su firma a un contrato de grabación. Desde los 13 a 16 años de edad, Simpson trabajó en su disco debut para el sello, titulado Jessica. La disquera entró en bancarrota antes de que el álbum fuera puesto en libertad. El álbum más tarde fue lanzado independientemente, pero fue un fracaso total.
Simpson atrapó la atención de Tommy Mottola, presidente de Columbia Records/Sony Music. Mottola quedó atónito cuando escucho la voz de Simpson. Jessica dejó claro que solo trabajaría con el si mantenía su identidad. A inicios de 1997 Jessica firma contrato con Columbia Records/Sony Music. Mottola comparó la voz de Simpson como la de Mariah Carey. «I Wanna Love You Forever» fue grabada en un lapso de una semana y media, al principio la canción no fue tomada como un sencillo para el álbum, pero debido a las creencias religiosas y el fuerte movimiento que ocurría en la música pop a finales de los 90s, decidieron lanzar esta balada oscura como sencillo debut. «I Wanna Love You Forever» es todo lo contrario a los sencillos debut, de las cantantes pop, Britney Spears y Christina Aguilera, quienes para esa época también gozaban de gran popularidad en la escena musical. Después de este sencillo tan Exitoso, Jessica Simspon comenzó a recibir el nombre de Princesa Pop.

## Escritura y producción
"I Wanna Love You Forever" fue escrita y producida por Louis Biancaniello  y Sam Watters. La pista es una oscura balada de amor agridulce, mostrando la poderosa voz de Simpson. Según el libro de partituras publicadas por Hal Leonard Corporation en Musicnotes.com, «I Wanna Love You Forever» es un campo común de compás de canciones, con una tasa de ritmo de 132 pulsaciones por minuto. Se encuentra en la clave de b menor con la voz de Simpson, que van desde los nodos tonal de B3 a C5. La canción sigue una secuencia básica de I-II-IV-II-VV progresión. A pesar de que Biancaniello Watters se acreditan en forma conjunta para escribir y componer la canción, en la actualidad, no se sabe exactamente cuál de los dos escribió su letra y que compone su música. 

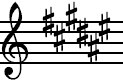
"I Wanna Love You Forever" está compuesta en la tonalidad Fa sostenido mayor.

## Video musical

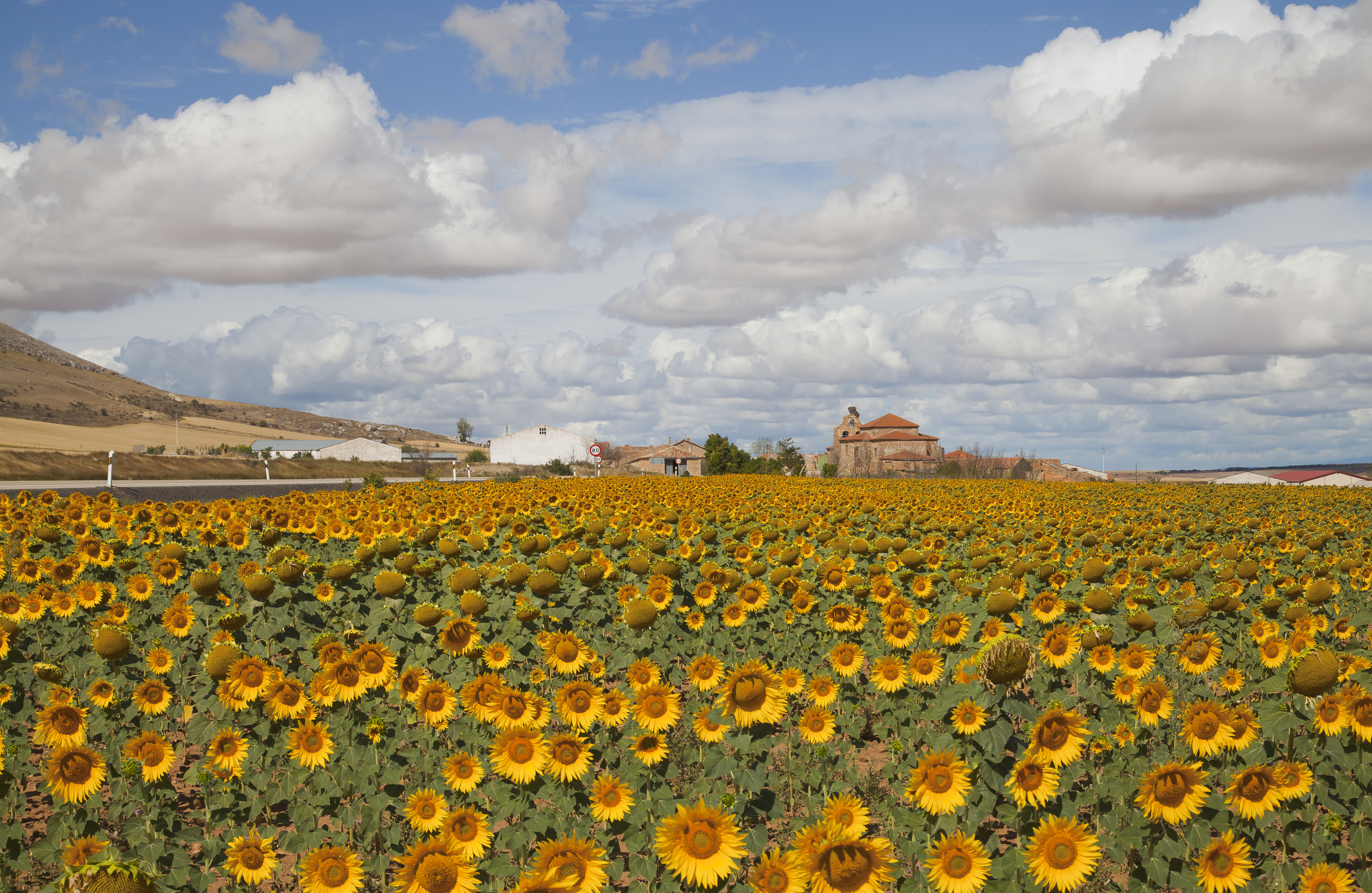
La mayoría de la grabación de vídeo fue a Jessica detrás de varios ramos de Girasoles.

El video musical de «I Wanna Love You Forever» fue dirigido por el veterano director estadounidense Bille Woodruff, quien trabajó por primera vez con Jessica Simpson. En su video debut, se hizo una cuidadosa atención para asegurarse de que la imagen virgen de Jessica, se utiliza como el "anti-sex-appeal" para atraer a los espectadores. 
El vídeo no se sigue la dramática historia contada en la canción en todos los centros y en su lugar de Jessica es filmada en una sesión de fotos. La sesión de fotos comienza con Jessica siendo fotografiada y detrás de ella un avión gigante, ella utiliza un blusa blanca con una chaqueta azul. La canción se desplaza a una nueva escena en la que Simpson se quitó la chaqueta y ahora está al frente de unos girasoles.
En el video se parece tomar las cosas con calma, pero con un giro dramático de los acontecimientos, la escena de girasol es, literalmente empujado, para revelar la escena final de la canción: Simpson cubiertos en un fondo negro en un escenario espectacular iluminado con luces azules. 
El video también incluye tomas intercaladas de Jessica y sus amigas personales. Una de esas amigas en el vídeo es su hermana pequeña Ashlee Simpson. Jessica habló una vez de la idea de un segundo video, pero este nunca se hizo. El video se estrenó en TRL el 23 de noviembre de 1999 en #10.

## Rendimiento en las listas musicales de sencillos

### América
«I Wanna Love You Forever» fue lanzado el 28 de septiembre de 1999 en los EE. UU. Inicialmente fue un rotundo éxito a fines del año 1999 en Norteamérica. El sencillo ingresó en la posición número sesenta y nueve al Billboard Hot 100 de los Estados Unidos y se posicionó en el número semanas siguientes, permaneciendo en dicha posición durante cinco semanas consecutivas, con un total de veinte semanas de permanencia en la lista musical, dieciocho de ellas entre las cuarenta primeras posiciones, la trayectoria es la tercera más larga registrada, hasta ahora, por un sencillo de la cantante. El sencillo también se posicionó número uno durante cuatro semanas consecutivas en el Hot 100 Singles Sales, siendo certificado de Platino por la RIAA tras superar 1,500,000 de unidades vendidas.
El sencillo también experimentó un considerable nivel de airplay, convirtiéndose en el primer sencillo de la cantante que ingresa a las veinte primeras posiciones del Hot 100 Airplay. El sencillo también se convirtió en un rotundo éxito en el Top 40 de la radio, ingresó rápidamente a las diez primeras posiciones del Top 40 Tracks y del Rhythmic Top 40, y se posicionó número uno por cinco semanas consecutivas en el Mainstream Top 40. «I Wanna Love You Forever» es una de las canciones más exitosas hasta la fecha, de Jessica Simpson vendió más de un millón de copias solo en los EE. UU. 
En Canadá logró posicionarse en los diez primeros de la cartelera musical más importante de este país.

### Europeas y Australia
En Europa "I Wanna Love You Forever" ingresó exitosamente a las listas musicales. El sencillo se posicionó en el número seis durante 3 semanas no consecutivas en el Hot 100 Singles Europeo, con catorce semanas de permanencia en la lista musical. En el Reino Unido el sencillo ingresó directamente en la posición al top 10 el 27 de marzo de 2000, logró alcanzar las posición número 7. "I Wanna Love You Forever" no ha sido certificado por la BPI tras superar 200,000 unidades vendidas. El sencillo permaneció durante once semanas en la lista musical, la segunda trayectoria más larga registrada por un sencillo de la cantante después de «These Boots Are Made for Walkin'».
En Suecia el sencillo se posicionó número cinco durante tres semanas consecutivas, fue certificado de Oro por la IFPI local tras superar las 20,000 unidades vendidas, permaneció durante veintidós semanas en la lista musical, y se convirtió, hasta ahora, en el sencillo más exitoso de la cantante. En Bélgica el sencillo ingresó el 30 de abril de 2000 en la posición número siete, permaneció por dos semanas consecutivas. En Europa el sencillo ha vendido aproximadamente 3.264,000 copias.
En Oceanía "I Wanna Love You Forever" fue un rotundo éxito. En Australia el sencillo ingresó el 15 de febrero de 2000 en la posición número veinte, ascendiendo en su cuarta semana de permanencia en la lista musical a la posición número nueve, en la cual se mantuvo durante dos semanas consecutivas. El sencillo finalmente permaneció durante cinco semanas consecutivas entre las diez primeras posiciones de la lista musical, fue certificado Platino por la ARIA tras superar las 70,000. En Nueva Zelanda el sencillo ingresó el 14 de febrero de 2000 en la posición número cuarenta y seis, ascendiendo a la semana siguiente a la posición número dieciséis.

## Presentaciones
«I Wanna Love You Forever» ha sido incluida en los repertorios de diez tours de Jessica Simpson, los que corresponden a todos los tours que la cantante ha realizado desde el lanzamiento de la canción como sencillo. Dichos tours son:
- Heat It Up Tour
- DreamChaser Tour
- MTV TRL Tour
- Reality Tour
- Bob That Head Tour

## Lista de canciones
Sencillo 
| UK CD Single (Cat #6691272) 1. «I Wanna Love You Forever» [Versión sencillo] — 4:20 2. «I Can, I Will» — 3:34 3. «You Don't Know What Love Is» — 3:29 UK CD 2 (Cat #6691275) 1. «I Wanna Love You Forever» [Versión sencillo] — 4:20 2. «I Wanna Love You Forever» [Soda Club Radio Edit] — 3:30 3. «I Wanna Love You Forever» [Soul Solution Radio Edit] — 3:29 European CD Single (Cat #6688532) 1. «I Wanna Love You Forever» [Versión sencillo] — 4:20 2. «I Wanna Love You Forever» [Soul Solution Remix Radio Edit] — 3:30 3. «I Wanna Love You Forever» [Soul Solution Extended Club Vox] — 3:29 4. «I Wanna Love You Forever» [Soul Solution Vonuz Beats] — 3:29 US CD Single(Cat #38K 79262) 1. «I Wanna Love You Forever» [Versión sencillo] — 4:20 2. «Final Heartbreak» [Snippet] — 3:30 3. «Woman In Me» [Snippet] — 3:30 4. «I've Got My Eyes On You» [Snippet] — 3:30 5. «Your Faith In Me» [Snippet] — 3:30 Japan Promo CD Single(Cat #SRCS 2125) 1. «I Wanna Love You Forever» [Versión sencillo] — 4:20 2. «Final Heartbreak» [Snippet] — 3:30 3. «Woman In Me» [Snippet] — 3:30 4. «I've Got My Eyes On You» [Snippet] — 3:30 5. «Your Faith In Me» [Snippet] — 3:30 | German Promo(Cat #SAMPCS 8276) 1. «I Wanna Love You Forever» [Versión sencillo] — 4:20 2. «I Wanna Love You Forever» [Soul Solution Remix] — 3:16 Soul Solution Remix Mexican Promo(Cat #PRCD 97956) 1. «I Wanna Love You Forever» [Versión sencillo] — 4:20 2. «I Wanna Love You Forever» [Extended Club Mix] — 3:30 3. «I Wanna Love You Forever» [Bonus Beatz] — 3:30 Australian CD Single(Cat #667803 2) 1. «I Wanna Love You Forever» — 4:20 2. «I Wanna Love You Forever» [Soul Solution Remix] — 3:30 3. «I Can, I Will» — 3:30 4. Multimedia French Promo CD(Cat #SAMPCS 85151) 1. «I Wanna Love You Forever» [Soda Club Radio Mix] — 3:30 2. «I Wanna Love You Forever» [Versión sencillo] — 4:20 Spanish Promo CD(Cat #SAMPCS 8174) 1. «I Wanna Love You Forever» — 4:20 2. «I Wanna Love You Forever» [Soul Solution Remix] — 3:30 Brazilian Promo CD(Cat #899.862/2-495687) 1. «I Wanna Love You Forever» [Álbum Versión] — 4:20 2. «I Wanna Love You Forever» [Versión sencillo] — 4:20 3. «I Wanna Love You Forever» [Extended Club Vox] — 3:29 4. «I Wanna Love You Forever» [Bonuz Beats] — 3:29 |

## Posicionamiento

### Semanales
| País              | Ranking                | Primera semana | Posición de ingreso | Mejor posición | Semanas en la mejor posición | Semanas en el ranking | Última semana |
| ----------------- | ---------------------- | -------------- | ------------------- | -------------- | ---------------------------- | --------------------- | ------------- |
| América           |                        |                |                     |                |                              |                       |               |
| Canadá            | Canadian Singles Chart | —              | —                   | 9              | —                            | —                     | —             |
| Estados Unidos    | Billboard Hot 100      | 16-10-1999     | 69                  | 3              | 5                            | 20                    | 26-02-2000    |
| Europa            |                        |                |                     |                |                              |                       |               |
| Alemania          | Top 100 Singles        | —              | —                   | 27             | —                            | —                     | —             |
| Austria           | Top 75 Singles         | 02-04-2000     | 36                  | 25             | 1                            | 9                     | 28-05-2000    |
| Bélgica (Flandes) | Top 50 Singles         | 15-04-2000     | 40                  | 8              | 1                            | 14                    | 15-07-2000    |
| Bélgica (Valonia) | Top 50 Singles         | —              | —                   | 11             | —                            | —                     | —             |
| Irlanda           | Irish Singles Chart    | 20-04-2000     | 21                  | 13             | 1                            | 3                     | 25-05-2000    |
| Italia            | Italian Singles Chart  | 23-03-2000     | 17                  | 17             | 1                            | 1                     | 23-03-2000    |
| Francia           | Top 100 Singles        | 08-07-2000     | 100                 | 100            | 1                            | 1                     | 08-07-2000    |
| Finlandia         | Finland Top 20         | 12-04-2000     | 18                  | 12             | 1                            | 3                     | 12-05-2000    |
| Noruega           | Top 20 Singles         | 11-09-2000     | 13                  | 3              | 1                            | 10                    | 20-11-2000    |
| Países Bajos      | Top 100 Singles        | 11-03-2000     | 62                  | 14             | 1                            | 15                    | 17-06-2000    |
| Reino Unido       | Top 75 Singles         | 22-04-2000     | 7                   | 7              | 1                            | —                     | —             |
| Suecia            | Top 60 Singles         | 03-09-2000     | 9                   | 5              | 1                            | 14                    | 06-08-2000    |
| Suiza             | Top 100 Singles        | 27-02-2000     | 38                  | 7              | 2                            | 21                    | 23-07-2000    |
| Oceanía           |                        |                |                     |                |                              |                       |               |
| Australia         | Top 50 Singles         | 20/02/2000     | 10                  | 9              | 2                            | 17                    | 11-06-2000    |
| Nueva Zelanda     | Top 40 Singles         | 05-03-2000     | 37                  | 16             | 1                            | 7                     | 30-04-2000    |
| Asia              |                        |                |                     |                |                              |                       |               |
| Japón             | Japan Hot 100          | —              | —                   | 3              | —                            | —                     | —             |

### Anuales
| \| America \| \| \| \| Estados Unidos \| Billboard Hot 100 \| 56[5] \| \| Europa \| \| \| \| Bélgica \| Belgian Single Chart \| 43[18] \| \| Suiza \| Switzerland Top 100 \| 36[19] \| \| Suecia \| Sweden Top 60 \| 48 \| \| Oceanía \| \| \| \| Australia \| ARIA \| 58[20] \| |                      |          |
| País | Ranking              | Posición |
| America |                      |          |
| Estados Unidos | Billboard Hot 100    | 56       |
| Europa |                      |          |
| Bélgica | Belgian Single Chart | 43       |
| Suiza | Switzerland Top 100  | 36       |
| Suecia | Sweden Top 60        | 48       |
| Oceanía |                      |          |
| Australia | ARIA                 | 58       |

## Certificaciones
| País           | Proveedor    | Año  | Certificación | Nivel | Simbolización | Ventas certificadas | Tipo     |
| -------------- | ------------ | ---- | ------------- | ----- | ------------- | ------------------- | -------- |
| América        |              |      |               |       |               |                     |          |
| Estados Unidos | RIAA         | 2000 | Platino       | 1     | ▲             | 1.000.000           | Material |
| Europa         |              |      |               |       |               |                     |          |
| Noruega        | IFPI Noruega | 2000 | Oro           | 1     | ●             | 20.000              | Sencillo |
| Suecia         | IFPI Suiza   | 2000 | Oro           | 1     | ●             | 50.000              | Sencillo |
| Oceanía        |              |      |               |       |               |                     |          |
| Australia      | ARIA         | 2000 | Platino       | 1     | ▲             | 140.000             | Sencillo |

| Predecesor: 'I Knew I Loved You' de Savage Garden | ARC WEEKLY TOP 40 25 de diciembre de 1999 - 8 de enero de 2000 | Sucesor: What a Girl Wants de Christina Aguilera |